# Máquina de sacar puntos

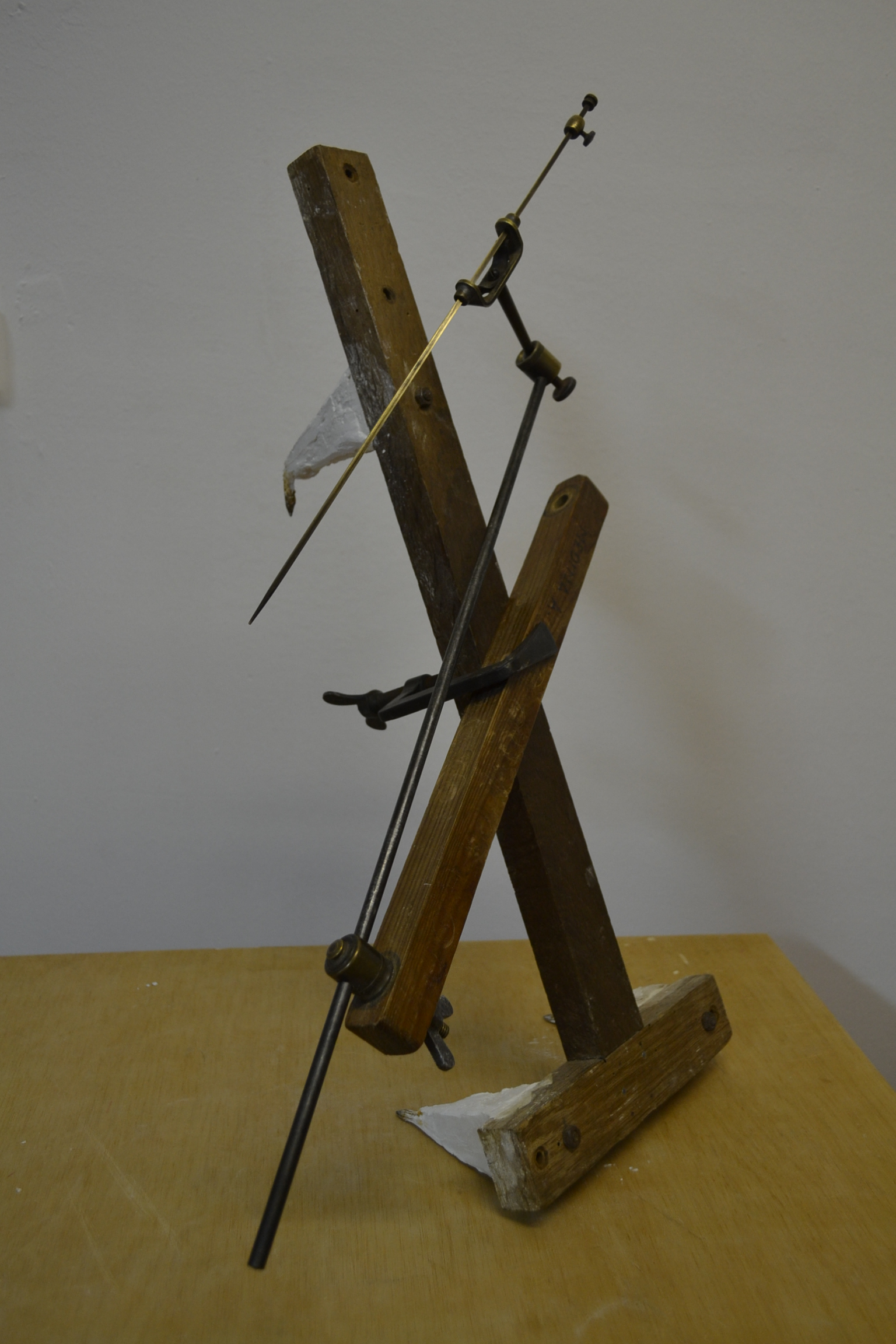
Máquina de sacar puntos y cruz

La máquina de sacar puntos o puntómetro es una herramienta de medición utilizado por los escultores y canteros para copiar con exactitud los modelos de escayola, terracota o de otros materiales sólidos, a la madera o piedra. El instrumento consta de una pluralidad de barras de metal y articulaciones que se pueden colocar en varias orientaciones señalando un punto y luego se fija. En realidad no es una máquina, y su nombre deriva del italiano "macchinetta di punta".
La invención de la herramienta se ha atribuido tanto al escultor y medallista francés Nicolas-Marie Gatteaux (1751-1832) como el escultor británico John Bacon (1740 a 1799). Más tarde fue perfeccionada por Antonio Canova. 
Tuvo un mayor uso y se extendió, en el siglo XIX. Para la talla de madera y piedra, se convirtió en una herramienta indispensable ya que los escultores, una vez resuelto el modelo, podrían delegar en un oficial la operación de copiar la obra en material definitivo sin correr el riesgo de que el escultura cambiara.

## Uso
Sirve para situar los puntos, medidos en el modelo, sobre el bloque de madera o piedra para conseguir, uniéndolos entre sí, una copia exacta del original.
Para llegar a este fin, se sigue un proceso que incluye una primera fase en la que los puntos se miden en el modelo con un aumento de un centímetro aproximadamente, para eliminar en la reproducción, la mayor parte del material sobrante (desbastado) y una segunda fase con las mediciones exactas que nos darán los puntos definitivos fijados en la copia.
Para modelos de cualquier medida, se emplea la misma máquina de puntos. Lo que cambia es la medida de la cruz, que es la pieza de madera o metal en forma de “T” en la que van los tres puntos de apoyo que la anclan al modelo y al bloque para la copia, y a la que se sujeta la máquina de puntos con un pequeño sargento, para poder desplazarla en función de la necesidad (situación del punto). Esta cruz es la que cambia de medida según sean las dimensiones del modelo a reproducir.

## Técnica

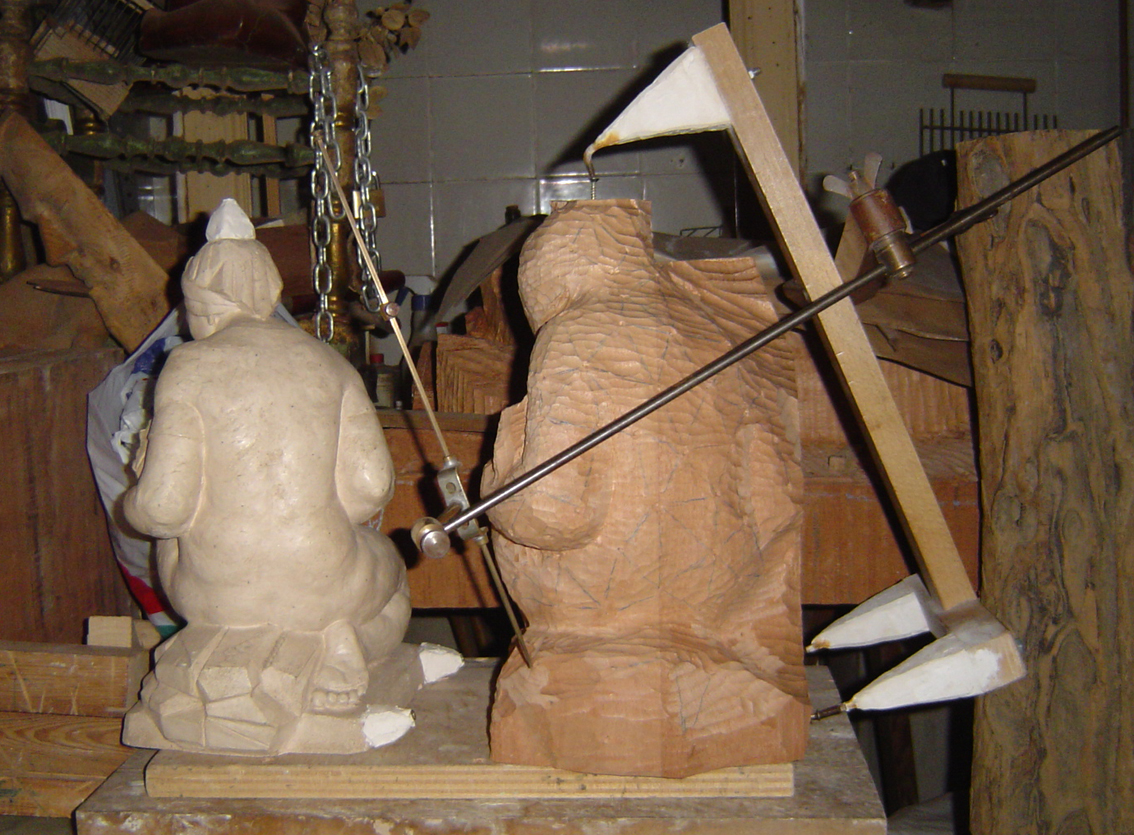
Verano de Medina Ayllón en proceso

Para transferir los puntos de medición a partir de un modelo a  un bloque de piedra o de madera, el escultor suele fijar tres puntos de referencia, que se corresponden en altura, anchura y profundidad  tanto en el modelo  como en el bloque. Es en estos tres puntos, marcados con unos tornillos de estrella, donde se apoyan las tres puntas de la cruz. La máquina de puntos se sujeta a la cruz con un sargento pequeño, de tal forma que la aguja medidora quede dirigida y caiga perpendicular al punto que vamos a buscar.